# ダニ・ソルド
ダニエル・"ダニ"・ソルド・カスティージョ（Daniel "Dani" Sordo Castillo 1983年5月2日 - ）は、スペイン・カンタブリア州トレラベーガ出身のラリー・ドライバー。
同郷の元WRC王者カルロス・サインツの後継者とも目されている。

## 経歴

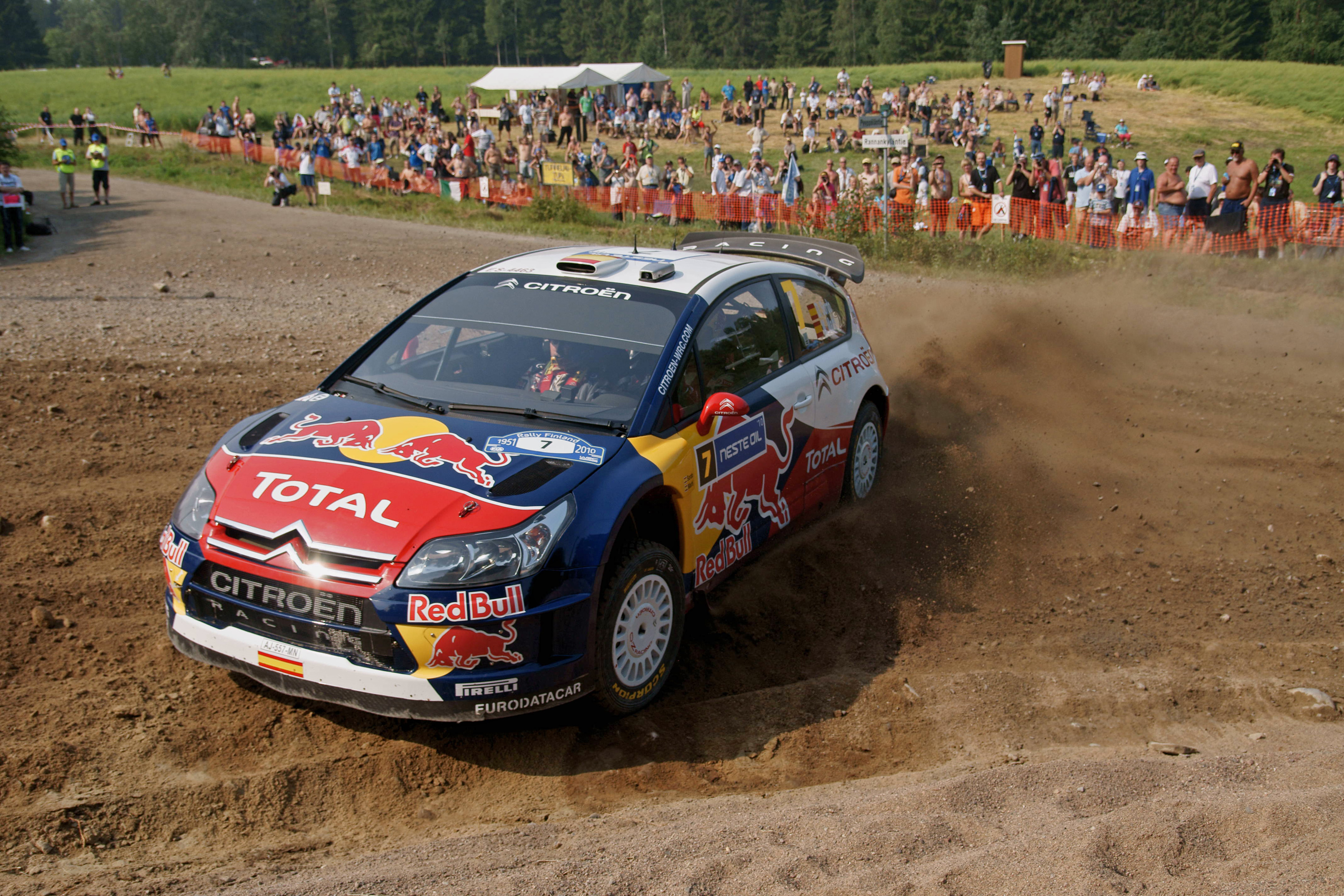
2010年ラリー・フィンランド

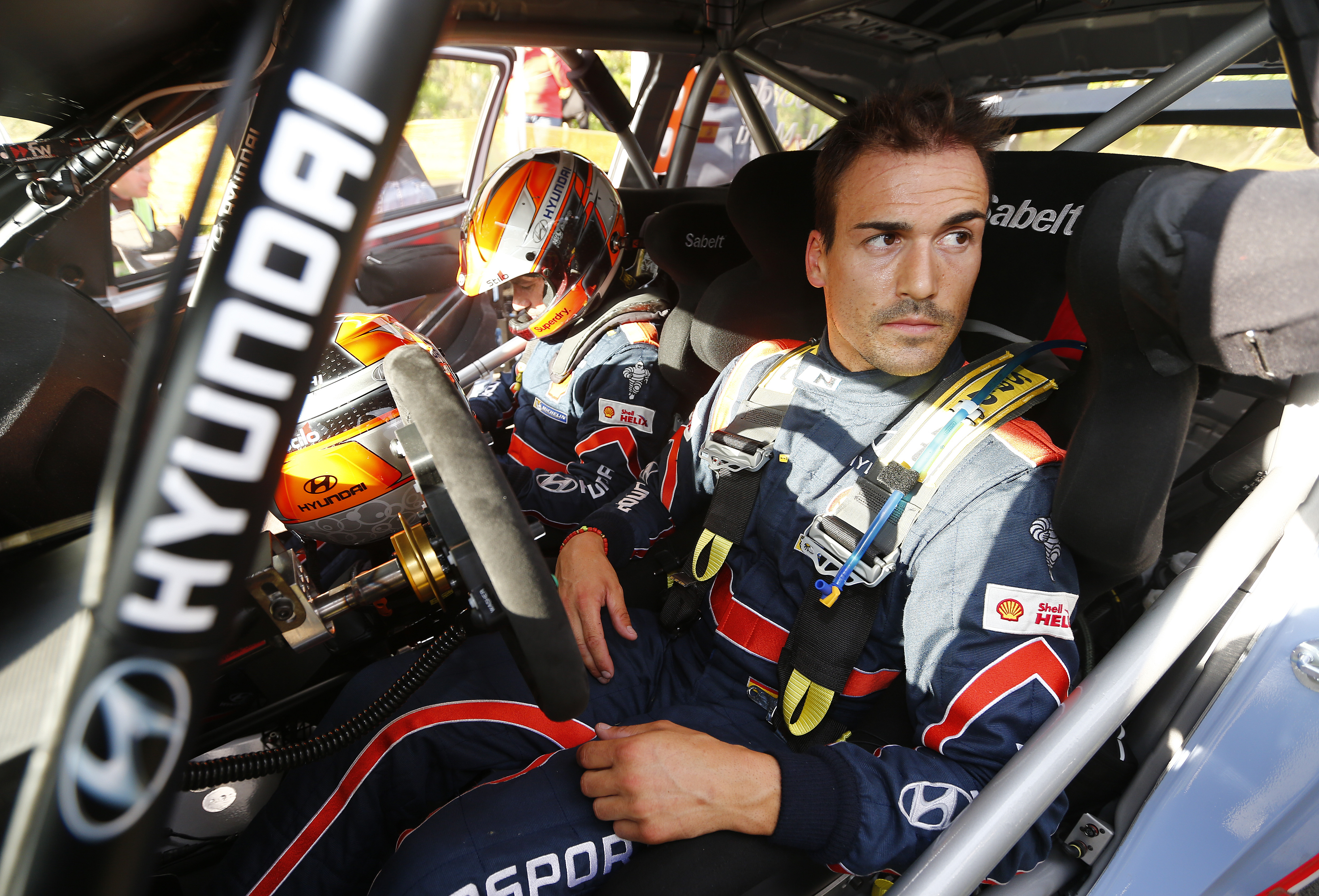
2014年ラリー・ドイツ

十代の頃に多種のダート競技を経験し、2001年にラリー競技に転向。国内ラリーを中心にスキルアップを続ける。ラリー転向後3年目の2003年に、地元のカタルーニャで世界ラリー選手権（WRC）デビュを果たす。2004年には国内のジュニア選手権にてタイトルを獲得。2005年はスペイン選手権、ジュニア世界ラリー選手権（JWRC）の両タイトルも獲得して確実なキャリアを積む。2006年はベルギーのクロノスレーシングからWRCに初のフル参戦。シーズン前半はセバスチャン・ローブとチェビー・ポンスがマニュファクチャラーズエントリーでソルドはその対象とはならないサードドライバーとしてのエントリーだったが、前半戦で3度の表彰台を獲得し、チームのセカンドドライバーだったポンスを圧倒。これが評価され、後半戦からはポンスに代わってチームのセカンドドライバーを任されることになる。しかしラリー・ドイチュラントではローブに次ぐ2位を獲得したものの、それ以降はチームのセカンドドライバーの重圧からか精彩を欠き、前半戦のような活躍ができず、ローブが欠場した残り4戦は、ポンスとコンビを組むも、ポンス相手にも負ける展開が続いた。最終的にはランキング5位となる。

### ワークスチーム入りへ
2007年に正式にシトロエンのワークス・チームに昇格し、ローブの同僚としてWRCに参戦。しかしなかなか優勝がなく伸び悩んでおり、2010年のシーズン途中からはシトロエンのジュニアチームで頭角を表してきたセバスチャン・オジェに（グラベルイベントのみ）ワークス・チームのシートを奪われジュニアチームに降格となった。結局、2010年限りでシトロエンから離脱し、2011年は同年より新たにWRCに参戦するBMW（プロドライブ）と契約を結び、ミニの開発ドライバーとして数戦に出場することとなった。
2012年も引き続きプロドライブからWRCに参戦し、緒戦のモンテカルロでは2位に入ったが、同年2月にBMW（ミニ）とプロドライブの関係が決裂し、プロドライブがプライベーターに降格。さらに資金不足により一部のラリーを欠場することになったため、ソルドはプロドライブとの契約は継続しつつも、チーム欠場時には他のメーカーの車もドライブできるようになった。これにヤリ＝マティ・ラトバラの骨折による欠場で一時的にシートの空いたフォードが目をつけ、同年のアルゼンチンで1戦のみフォード・フィエスタをドライブしている（結果はリタイア）。

### シトロエン復帰
2012年シーズン終了後、セバスチャン・ローブの第一線引退を受け、シトロエンはソルドの起用を発表。3年ぶりにシトロエン復帰を果たし、ミッコ・ヒルボネンの事実上のNo.2ドライバーとなる。。2013年は開幕戦モンテカルロで3位表彰台を獲得。その後は着実に成績を残し、ドイツではMスポーツ期待の若手ティエリー・ヌービルと接戦を繰り広げ、最終SSでヌービルがコースオフを喫し、ついに念願だったWRC初優勝を達成した。

### ヒュンダイへ
2014年はWRCに再参戦するヒュンダイへ移籍し、コ・ドライバーは2010年以来となるマルク・マルティと再びコンビを組む。6戦に出場し、前半の3戦はトラブルでリタイアするも、ドイツでは初優勝したチームメイトのヌービルと共にチーム初の1-2フィニッシュを果たした。その後のフランス、カタルーニャでは優勝争いには絡めなかったが、安定した成績を残しランキング10位となった。シーズン終了後に2年契約を結び、ヌービルの事実上のNo.2ドライバーとなった。
2015年はフル参戦を果たすが、前半戦は上位争いに何度か絡むも表彰台入賞がなく伸び悩んでしまい、更に急成長中のチームメイト、ヘイデン・パッドンにまで後れを取ってしまう。シーズン後半では本来のペースを取り戻し、地元カタルーニャでは3位表彰台を獲得。ランキング8位でシーズンを終えた。2016年はテスト中のクラッシュで脊椎を損傷しフィンランドを欠場。ドイツと地元カタルーニャでは2位表彰台を獲得し、ランキング5位となった。
2017年も引き続きヒュンダイでの参戦。前半戦は好調でコルシカとポルトガルで3位表彰台を獲得するも後半戦は思うような結果を出せずランキングは前年を下回る6位となった。
2018年はヘイデン・パッドンとシートを共有する形で、ターマックイベントを中心に参戦する。この年から2013年のドイツで初優勝時に組んでいたカルロス・デル・バリオとのコンビを復活させた。開幕戦モンテカルロでは初日3位につけるも、2日目にコースオフしリタイアに終わるが、その後の第3戦メキシコで2位表彰台、第5戦アルゼンチンで3位表彰台を獲得し、抜群の安定感でチームのマニュファクチャラータイトル争いに貢献。しかし後半戦の第9戦ドイツはリタイア、母国戦となった第12戦カタルーニャでは地元初勝利が期待されるも、総合5位に終わる。ランキングではチームメイトパッドンから2ポイント差の9位でシーズンを終えた。
2019年はシトロエン時代のチームメイトセバスチャン・ローブとシートを共有する形で8戦に参戦する。第8戦イタリアでは序盤からトップを争い、最終ステージにて約30秒差でトップを走っていたトヨタのタナクが失速したことによりキャリア2勝目となる優勝が転がりこんできた。第13戦カタルーニャでも序盤はトップを争い、最終ステージを前にチームメイトのヌービルと共に1-2体制を築いていたが、最終ステージでソルドから5.8秒遅れの3位につけていたトヨタのタナクに逆転を許しタナクから0.4秒差の3位に終わった。その後最終戦オーストラリアにも追加参戦が決まりランキング4位を狙える位置につけていたが、最終戦が森林火災の影響で中止となり、ランキングでは4位浮上の可能性は消えたものの前年を上回る8位でシーズンを終えた。
2020年も前年と同じくローブとシートを共有して参戦。第3戦メキシコに出場したが、SS7でエンジンがオーバーヒートしたためやむなくリタイアとなった。第6戦イタリアでは大会連覇を目指すべく、オジェやヌービルとのタイム差を拡げながら首位につき、キャリア3勝目となる優勝を獲得した。
2021年はクレイグ・ブリーンと3台目のマシンを共有する形で、開幕戦モンテカルロに出場する。開幕戦終了後にデル・バリオとのコンビを解消し、新たにボルハ・ロザダとコンビを組む。第4戦ポルトガルで今季初の表彰台を獲得したが、第6戦をもって解消、カンディド・カレーラとコンビ組むことになった。母国戦の第11戦スペインではトヨタのオジェと3位争いを演じ、最終日は4ステージ全てベストタイムをマークし3位表彰台を獲得、最終戦モンツァでも3位に入りランキング6位でシーズンを終えた。
2022年は新人のオリバー・ソルベルグとマシンを共有する。またこの年限りでの引退が囁かれていたが、活動継続が決定した。ポルトガルではデッドヒートの末最終SSで勝田貴元を逆転するなどの活躍で、わずか5戦の参戦で3度表彰台に上がってベテランの仕事を見せつけた。このうちアクロポリスではチームメイトのヌービル、タナクと共にヒョンデ初の表彰台独占に貢献した。久しぶりの復活となったラリージャパンにも参戦したが、原因不明のトラブルでマシンが炎上しリタイアとなった。
2023年はソルベルグの代わりにMスポーツからの出戻りとなるブリーンと、再び3台目をシェアすることとなった。開幕戦モンテカルロは得意のターマックであるにもかかわらず精彩を欠き7位。第5戦ポルトガルでは初日一時首位に
立つ活躍を見せ2位表彰台を獲得した。この時のインタビューで事故死したチームメイトのブリーンにこの表彰台を捧げた。第10戦アクロポリスではトヨタのエルフィン・エバンスと激しい2位争いを展開するもわずかに及ばず3位に終わる。最終戦ラリー・ジャパンではオープニングの豊田スタジアムのSSSでは4番手と好スタートを切り、SS2伊勢神トンネルでは途中まで快走していた勝田に次ぐ2番手につけていたが11.81km地点のコーナーでクラッシュし谷に転落してしまった。マシンのダメージが大きく前年に続き同じステージでリタイアとなった。ランキングは前年と同じ8位で終えた。
2024年はラッピと5年振りに復帰するアンドレアス・ミケルセンの2人とマシンを共有しラフグラベル戦に参戦する。ミケルセン、ラッピより少ない3戦のみの出場となったがポルトガルでは5位、イタリアは3位表彰台、アクロポリスでは2日目に一時首位へ立つ活躍を見せ2位表彰台を獲得した。このラリーではチームメイトのヌービルが優勝、タナックが3位でチーム2度目の表彰台独占を果たした。出場ラリーが少なかったにもかかわらず3台目を共有したミケルセン、ラッピを上回るランキング9位で終えた。しかしトップカテゴリーに参戦してから自身が得意としているターマック戦に参戦しなかったのはこの年が初となった。

## 戦績

### WRCでの優勝
| # | 年   | 大会                                 | 開催国   | コ・ドライバー         | 車                       |
| - | ---- | ------------------------------------ | -------- | ---------------------- | ------------------------ |
| 1 | 2013 | ADACラリー・ドイチュラント           | ドイツ   | カルロス・デル・バリオ | シトロエン・DS3 WRC      |
| 2 | 2019 | ラリー・ディ・イタリア・サルディニア | イタリア | カルロス・デル・バリオ | ヒュンダイ・i20クーペWRC |
| 3 | 2020 | ラリー・ディ・イタリア・サルディニア | イタリア | カルロス・デル・バリオ | ヒュンダイ・i20クーペWRC |

### WRCでの年度別成績
| 年     | 所属チーム                                                              | ランキング | 獲得ポイント | 最高位・回数 | 表彰台回数 |
| ------ | ----------------------------------------------------------------------- | ---------- | ------------ | ------------ | ---------- |
| 2006年 | クロノス・トタル・シトロエン                                            | 5位        | 49           | 2位・2回     | 4回        |
| 2007年 | シトロエン・トタル・ワールドラリーチーム シトロエン・ジュニア・チーム   | 4位        | 65           | 2位・4回     | 7回        |
| 2008年 | シトロエン・トタル・ワールドラリーチーム シトロエン・ジュニア・チーム   | 3位        | 65           | 2位・4回     | 6回        |
| 2009年 | シトロエン・トタル・ワールドラリーチーム シトロエン・ジュニア・チーム   | 3位        | 64           | 2位・4回     | 7回        |
| 2010年 | シトロエン・トタル・ワールドラリーチーム シトロエン・ジュニア・チーム   | 5位        | 150          | 2位・3回     | 5回        |
| 2011年 | ミニWRCチーム                                                           | 8位        | 59           | 2位・1回     | 2回        |
| 2012年 | プロドライブWRCチーム フォード・ワールドラリーチーム                    | 11位       | 35           | 2位・1回     | 1回        |
| 2013年 | アブダビ・シトロエン・トタル シトロエン・トタル・アブダビ               | 5位        | 123          | 優勝・1回    | 4回        |
| 2014年 | ヒュンダイ・シェル・ワールドラリーチーム ヒュンダイ・モータースポーツ N | 10位       | 40           | 2位・1回     | 1回        |
| 2015年 | ヒュンダイ・モータースポーツ ヒュンダイ・モータースポーツ N             | 8位        | 89           | 3位・1回     | 1回        |
| 2016年 | ヒュンダイ・モータースポーツ ヒュンダイ・モータースポーツ N             | 5位        | 130          | 2位・2回     | 2回        |
| 2017年 | ヒュンダイ・モータースポーツ                                            | 6位        | 95           | 3位・2回     | 2回        |
| 2018年 | ヒュンダイ・シェル・モービス・ワールドラリーチーム                      | 9位        | 71           | 2位・1回     | 3回        |
| 2019年 | ヒュンダイ・シェル・モービス・ワールドラリーチーム                      | 8位        | 89           | 優勝・1回    | 2回        |
| 2020年 | ヒュンダイ・シェル・モービス・ワールドラリーチーム                      | 8位        | 42           | 優勝・1回    | 2回        |
| 2021年 | ヒュンダイ・シェル・モービス・ワールドラリーチーム                      | 6位        | 81           | 2位・1回     | 3回        |
| 2022年 | ヒョンデ・シェル・モービス・ワールドラリーチーム                        | 8位        | 59           | 3位・3回     | 3回        |
| 2023年 | ヒョンデ・シェル・モービス・ワールドラリーチーム                        | 8位        | 63           | 2位・1回     | 1回        |
| 2024年 | ヒョンデ・シェル・モービス・ワールドラリーチーム                        | 9位        | 44           | 2位・1回     | 2回        |

| 年     | エントラント                  | 車両                    | 1     | 2   | 3     | 4     | 5     | 6       | 7     | 8   | 9   | 10    | 11  | 12    | 13      | WDC | ポイント |
| ------ | ----------------------------- | ----------------------- | ----- | --- | ----- | ----- | ----- | ------- | ----- | --- | --- | ----- | --- | ----- | ------- | --- | -------- |
| 2022年 | ヒョンデ・シェル・モービスWRT | ヒョンデ・i20 N ラリー1 | MON   | SWE | CRO   | POR 3 | ITA 3 | KEN     | EST   | FIN | BEL | GRE 3 | NZL | ESP 5 | JPN Ret | 8位 | 59       |
| 2023年 | ヒョンデ・シェル・モービスWRT | ヒョンデ・i20 N ラリー1 | MON 7 | SWE | MEX 5 | CRO   | POR 2 | ITA Ret | KEN 5 | EST | FIN | GRE 3 | CHL | EUR   | JPN Ret | 8位 | 63       |
| 2024年 | ヒョンデ・シェル・モービスWRT | ヒョンデ・i20 N ラリー1 | MON   | SWE | KEN   | CRO   | POR 5 | ITA 3   | POL   | LAT | FIN | GRE 2 | CHL | EUR   | JPN     | 9位 | 44       |

### WRC以前
- 2005 - ジュニア・ワールドラリー(JWRC) タイトル獲得
- 2005 - スペイン国内選手権 タイトル獲得
- 2004 - スペイン・ジュニア選手権 タイトル獲得